# Sarepta
Sarepta (en grec antic: Σάρεφθα) era una ciutat esmentada a l'Antic Testament (Zarephath) al territori de Sidó, famosa en la història del profeta Elies. El Senyor li va dir a Elies:
| «                                      | Vés a Sarepta de Sidó i queda-t'hi. He disposat que et mantingui una viuda d'aquella ciutat. Ell se'n va anar a Sarepta. Arribat a la porta de la ciutat, veié una viuda que recollia llenya. La va cridar i li digué: --Porta'm, si et plau, una mica d'aigua en un gerro, que vull beure. Quan anava a portar-la-hi, Elies la va cridar de lluny estant i li digué: --Porta'm també, si et plau, un tros de pa. Ella va respondre: --Et juro per la vida del Senyor, el teu Déu, que no tinc gens de pa. Només em queda al pot un grapat de farina i una mica d'oli a la gerra. Ara recollia unes branques per coure-ho per a mi i per al meu fill. Ens ho menjarem i després morirem. Llavors Elies li va dir: --No tinguis por. Vés i fes tal com has dit; però, amb la farina que tens, cou-me primer un panet i porta-me'l. Després ja en couràs per a tu i per al teu fill, perquè això diu el Senyor, Déu d'Israel: «El pot de farina no es buidarà ni la gerra d'oli s'acabarà, fins al dia que el Senyor enviarà la pluja a la terra» | » |
| — Primer llibre dels Reis, XVII, 9-14. | |   |

Era una antiga ciutat-estat dels fenicis, situada a la costa mediterrània. Aquesta i d'altres ciutats costaneres (Tir, Sidó, Beirut, Arvad...) es van veure poc o gens afectades per les invasions dels arameus o per l'expansió de les tribus d'Israel.